# Plectrophora calcarhamata
Plectrophora calcarhamata är en orkidéart som beskrevs av Frederico Carlos Hoehne. Plectrophora calcarhamata ingår i släktet Plectrophora och familjen orkidéer. Inga underarter finns listade i Catalogue of Life.